# 甘泉站
甘泉站是位于陕西省甘泉县美水街道的一个铁路车站，邮政编码716100。车站建于1991年，有西延铁路经过该站，现仅办理货运业务，不办理客运业务，车站及其上下行区间均已电气化。车站距离新丰镇站276公里，隶属西安铁路局，是四等站。
1. ↑  author, author. . 北京: 中国铁道出版社. 2003. |author=和|last=只需其一 (帮助)